# Sonnenforschung

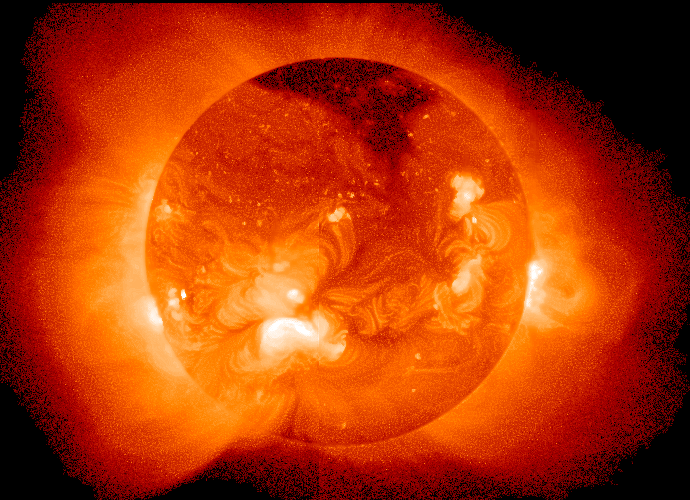
Röntgenstrahlung der Sonne

Die Sonnenforschung beschäftigt sich mit den astronomischen, physikalischen und chemischen Erscheinungen der Sonne. Sie ist eines der Felder der Wissenschaften, die bereits während des Altertums mehr oder weniger exakt betrieben wurden.
Insbesondere Erscheinungen wie die Sonnenfinsternis haben auch heute noch einen bleibenden Eindruck auf die Betrachter und führen auf natürliche Fragestellungen zum Wesen der Sonne.
Bereits 450 v. Chr. beschrieb Herakleides Pontikos ein Sonnensystem, in welchem einige der Planeten um die Sonne kreisen, die Sonne jedoch wiederum um die Erde. Bauwerke wie die Pyramiden und Stonehenge lassen auf noch frühere Beobachtungen des Gangs der Sonne und der Gestirne schließen. Auch waren die Sonnenflecken bereits im Altertum bekannt, sind in Europa aber erst nach der Erfindung des Fernrohrs wahrgenommen worden.
Für die Astrophysik ist die Sonnenphysik von elementarer Bedeutung, hat man doch in ihr einen typischen Vertreter der Fixsterne in relativ großer Nähe vor Augen. Ergebnisse der Sonnenforschung lassen sich auf fast alle Sterne des Universums übertragen. Die Beschäftigung mit den Erscheinungen auf der Sonne führte auch zu wesentlichen Fortschritten auf anderen Gebieten der Physik, u. a. der Atom- und Kernphysik, der Magneto-Hydrodynamik und der Plasmaphysik.
Das spezielle Forschungsgebiet der Helioseismologie untersucht die Eigenschwingungen der Sonne und gewinnt daraus Erkenntnisse über den inneren Aufbau der Sonne und die Prozesse, die in ihr ablaufen.

## Geräte
Die Sonnenforschung benutzt zahlreiche Geräte, die auch an die Beobachtungsverhältnisse (z. B. die enorme Strahlungsintensität) angepasst sind.
- Spiegelteleskope und Fernrohre
- Spektroheliographen
- Lyot-Filter
- Radioteleskop
- Raumsonden und Satelliten

## Ergebnisse
Zu den Ergebnissen der Sonnenforschung, siehe Hauptartikel Sonne. Für eine chronologische Auflistung siehe Zeittafel Sonnenforschung.

## Praktische Bedeutung
Die praktische Bedeutung der Sonnenforschung hängt mit der Wirkung der Sonne auf die Erde zusammen: 
- Ausnutzung der zur Erde ausgesandten Strahlung (z. B. in Sonnenkollektoren),
- terrestrischer Funkverkehr (Störungen durch Sonnenaktivität) und
- Störungen des Erdmagnetfelds.

## Videos
- Ist die Sonne etwas Besonderes? aus der Fernseh-Sendereihe alpha-Centauri (ca. 15 Minuten). Erstmals ausgestrahlt am 29. Sep. 2004.
- Steuert die Sonne unser Wetter? aus der Fernseh-Sendereihe alpha-Centauri (ca. 15 Minuten). Erstmals ausgestrahlt am 12. Nov. 2003.